# Tom Bolton
Charles Thomas Bolton (* 15. April 1943 in Camp Forrest, Tullahoma, Tennessee, USA; † 4. Februar 2021 in Richmond Hill, Ontario, Kanada) war ein US-amerikanischer Astronom.

## Ausbildung
Er studierte an der University of Illinois bis zu seinem Bachelor-Abschluss 1966. Von der University of Michigan erhielt er 1968 seinen Master-Abschluss und 1970 den Doktortitel.
Von 1970 bis 1972 unterrichtete er als Postdoktorand am David Dunlap Observatory der University of Toronto, an dem er auch seine Forschungstätigkeiten durchführte. Von 1971 bis 1972 unterrichtete er am Scarborough College und von 1972 bis 1973 am Erindale College. 1973 wurde er zum Assistenzprofessor in der Astronomie-Abteilung der University of Toronto ernannt und 2008 emeritiert.

## Wirken
Bekanntheit erlangte er 1972 als Mitentdecker von Cygnus X-1, dem ersten Schwarzen Loch in der Milchstraße.
Unabhängig von den ähnlichen Arbeiten von Louise Webster und Paul Murdin am Royal Greenwich Observatory führte er 1971 bis 1972 Beobachtungen des Sterns HDE 226868 am David Dunlap Observatorium durch, dessen Direktor er später wurde, welcher mit der Röntgenquelle Cygnus-X1 zusammenfiel. Seine Berechnungen zeigten, dass sich der Stern in einer Umlaufbahn um ein unsichtbares Objekt mit starker Röntgenleuchtkraft bewegte, das wie angenommen ein Schwarzes Loch war. Für diese und andere Arbeiten wurde er zum Mitglied der Royal Society of Canada ernannt.
Seine Forschung befasst sich mit der spektroskopischen Beobachtung von Sternen, insbesondere massereicher Sterne, enger Doppelsterne, Veränderliche, Sterne mit besonderen Zusammensetzungen, Sterne mit starken Magnetfeldern und Sterne, die durch Winde an Masse verlieren. Er ist Autor oder Mitautor von über 150 Publikationen, viele davon in Zusammenarbeit mit seinen ehemaligen Schülern oder mit anderen Astronomen auf der ganzen Welt.
Bolton war maßgeblich an der Verabschiedung der ersten Lichtverschmutzungsverordnung Kanadas beteiligt, einer Verordnung von 1995 zur Begrenzung der Lichtverschmutzung in der Stadt Richmond Hill, Ontario, dem Standort des David Dunlap Observatoriums.

## Auszeichnungen
Für seine Arbeit wurde Bolton mehrfach ausgezeichnet, unter anderem wurde er zum  Mitglied der Royal Society of Canada (RSC) ernannt.

## Veröffentlichungen (Auswahl)
- Bolton, Charles Thomas: Identification of Cygnus X-1 with HDE 226868. Nature 235, 271–273 (1972-02-04). (doi:10.1038/235271b0)
- Douglas R. Gies, Bolton, C. T.: The optical spectrum of HDE 226868 = Cygnus X-1. II - Spectrophotometry and mass estimates. Astrophysical Journal, Part 1 (ISSN 0004-637X), vol. 304, May 1, 1986, S. 371-393. (doi:10.1086/164171)
- Bolton, Charles Thomas: Orbital elements and an analysis of models for HDE 226868 = Cygnus X-1. Astrophysical Journal, vol. 200, Sept. 1, 1975, pt. 1, S. 269-277. doi:10.1086/153785
- Bolton, Charles Thomas et al.: SPECTRA OF SN 1972E, IN NGC 5253. Publications of the Astronomical Society of the Pacific, Volume 86, Number 512, 1974. doi:10.1086/129627
- Bolton, C. T.: On the mass of the secondary component of the binary system HDE 226868 = Cygnus X-1. Bulletin of the Astronomical Society, Vol. 5, p. 477, 1973.
- Gies, D. R.; Bolton, C. T.; Thomson et al. Wind Accretion and State Transitions in Cygnus X-1 doi:10.1086/345345